# زبیشوف (ناحیه ویشکوف)
زبیشوف (به چکی: Zbýšov) یک منطقهٔ مسکونی در جمهوری چک است که در ناحیه ویشکوو واقع شده‌است. زبیشوف ۴٫۷۹ کیلومتر مربع مساحت و ۵۷۱ نفر جمعیت دارد و ۲۰۴ متر بالاتر از سطح دریا واقع شده‌است.